# Ambasciatori veneziani presso la Santa Sede
L'ambasciatore veneziano presso la Santa Sede era il primo rappresentante diplomatico della Repubblica di Venezia presso la Santa Sede.
I rapporti diplomatici tra i due stati iniziarono stabilmente nel 1413.
Per secoli la sede fu Palazzo Venezia.

## Ambasciatori
...

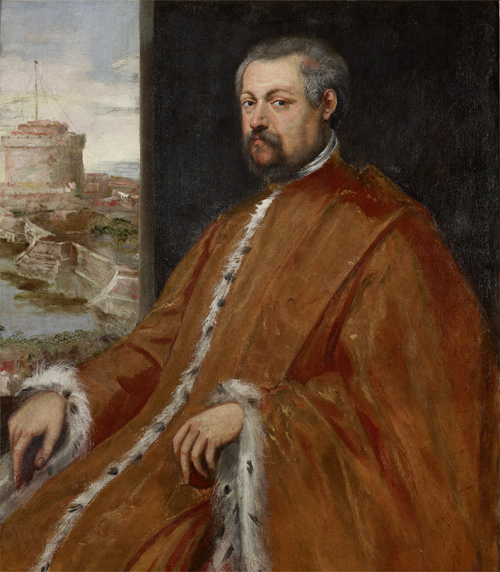
Paolo Tiepolo (1523–1585) in Der Diplomat von Venedig
Dipinto del Tintoretto, olio su tela, Wallraf-Richartz-Museum Colonia

- 1413–1414: Francesco Foscari[1] (1373–1457)

...
- 144?–1448: Cristoforo Moro (1390–1471)
- 1449–1450: Nicolò Canal[2] (1415–1483)
- 1453–1454: Cristoforo Moro[2] (1390–1471)
- 1458–1462: Paolo Morosini[3] (1406–1482)
- 1462–1463: Bernardo Giustinian[4] (1408–1489)
- 1463–1468: Niccolò Tron (1399–1473)
- 1469–1470: Paolo Morosini (1406–1482)
- 1471–1472: Giovanni Arcimboldi[5] (1430–1488)
- 1472–1474: Paolo Morosini (1406–1482)
- 1475–1476: Antonio Donà[2] (1422–1481)
- 1477–1478: Paolo Morosini (1406–1482)
- 1480–1481: Zaccaria Barbaro[2] (1423–1492)
- 1481–1483: Francesco Diedo[6] (1435–1484)
- 1487–1488: Sebastiano Badoer[2] (1427–1498)
- 1488–1490: Domenico Trevisan[2] (1446–1539)
- 1490–1491: Ermolao Barbaro[2] (1454–1493)
- 1491–1492: Girolamo Donà[7] (1457–1511)
- 1492–1492: Andrea Cappello[8] (1444–1492)
- 1493–1494: Paolo Pisani[2] (1454–1510)
- 1496–1497: Nicolò Michiel[2] (1443–)
- 1497–1499: Girolamo Donà[2] (1457–1511)
- 1499–1500: Paolo Cappello[2] (1452–1532)

...
- 1507–1509: Giovanni Badoer[9] (1465–1535)
- 1510–1513: Paolo Cappello[10] (1452–1532)
- 1513–1514: Pietro Lando[11] (1462–1545)
- 1516–15??: Marco Minio[12] (1460–1542)

...
- 1547–1548: Nicolò da Ponte[13] (1491–1585)
- 1553–1555: Domenico Morosini[14] (1508–1558)
- 1555–1558: Bernardo Navagero (1507–1565)
- 1558–1560: Alvise Mocenigo I. (1507–1577)
- 1560–1561: Marcantonio Amulio[15] (1506–1572)
- 1563–1565: Giacomo Soranzo[16]
- 1565–1568: Paolo Tiepolo (1523–1585)
- 1568–1571: Michele Suriano[16]
- 1571–1576: Paolo Tiepolo[16] (1523–1585)
- 1576–1578: Antonio Tiepolo[16]
- 1578–1580: Giovanni Correr[17]  (1533–1583)
- 1581–1583: Leonardo Donato[16] (1536–1612)
- 1583–1586: Lorenzo Priuli[16]
- 1586–1589: Giovanni Gritti[16]
- 1589–1591: Alberto Badoéro[16]
- 1591–1592: Giovanni Moro[16]
- 1592–1595: Paolo Paruta[16] (1540–1598)
- 1595–1598: Giovanni Delfino[16]
- 1598–1602: Giovanni Mocenigo[16]
- 1604–1606: Agostino Nani[16]

Interruzione dei rapporti diplomatici dall'8 maggio 1606 all'8 giugno 1607
- 1607–1609: Francesco Contarini[16]
- 1609–1611: Giovanni Mocenigo[18]
- 1611–1611: Marin de Cavalli († 1611)[16]
- 1611–1614: Tommasso Contarini[16]
- 1614–1617: Simon Contarini[16]
- 1617–1621: Girolamo Soranzo[16]
- 1621–1623: Renier Zeno[16]
- 1623–1627: Pietro Contarini[19] (1578–1632)
- 1627–1630: Angelo Contarini[16]
- 1629–1631: Zuane Pesaro[16]
- 1632–1635: Alvise Contarini[16] (1597–1651)
- 1635–1636: attività condotta dal segretario d'ambasciata Francesco Maria Rosso[16]
- 1639–1640; 1640–1641; 1641–1645: inviato speciale[16]
- 1645–1648: Alvise Contarini (1597–1651)
- 1648–1651: Giovanni Giustiniani[16]
- 1651–1655: Niccolò Sagredo[20] (1606–1676)
- 1655–1656: Girolamo Giustinian[21] (1611–1656)
- 1656–1657: affari condotti dal segretario d'ambasciata Francesco Bianchi
- 1657–1660: Angelo Correr[22] (1605–1678)
- 1661–1663: Pietro Basadonna[23] (1617–1684)
- 1663–1667: Giacomo Querini[16]
- 1667–1671: Antonio Grimani[16]
- 1671–1672: Michele Morosini[16] (1611–1678)
- 1672–1675: Pietro Mocenigo[16]
- 1675–1678: Antonio Barbaro[16] (–1679)
- 1678–1679: Girolamo Zeno[16]

Interruzione dei rapporti diplomatici 1679–1690
- 1679–1684: interessi diplomatici curati da Pietro Ottoboni[16]
- 1684–1690: interessi diplomatici curati da Giovanni Lando (1648–1707), ma senza il grado di ambasciatore[16]
- 1690–1695: Domenico III Contarini[24] (1642–1696)
- 1695–1699: die Geschäfte leitete Sekretär Martino Imberti (Secretaire de l'Ambassade)[16]
- 1699–1702: Nicolò Erizzo[16]
- 1702–1706: Giovan Francesco Morosini
- 1707: Giovanni Battista Nani[16] (1616–1678)

Interruzione delle relazioni diplomatiche dal settembre del 1707 al luglio del 1711
- 1711–1713: Lorenzo Tiepolo[16]
- 1713–1720: Nicolò Duodo[16] (1657–1737)
- 1720–1723: Andrea Corner[16]
- 1723–1727: Pietro Cappello[25] (1676–1729)
- 1727–1731: Barbon Morosini[16]
- 1731–1732: Zaccaria Canal[16] (1685–1746)
- 1732–1734: relazioni condotte dal cardinale Angelo Maria Quirini[16]
- 1734–1737: Alvise Mocenigo IV[26] (1701–1778)
- 1737–1740: Marco Foscarini[27] (1696–1763)
- 1740–1743: Francesco Venier
- 1743–1745: Andrea da Lezze V
- 1745–1747: Alvise Mocenigo IV. (1701–1778)
- 1747–1748: Andrea da Lezze V
- 1748–1750: Francesco Foscari (1696–1763)
- 1750–175?: Pietro Andrea Capello (1700–1763)
- 1750–1760: Alvise Mocenigo IV (1701–1778)
- 1761–1766: Girolamo Ascanio Giustinian (1721–1789)
- 1766–1767: Nicolò Erizzo I
- 1767–1771: Nicolò Erizzo II
- 1771–1775: Alvise Tiepolo[16]
- 1775–1779: Andrea Renier[16]
- 1779–1783: Girolamo Zulian[16] (1730–1795)
- 1783–1786: Andrea Memmo[28] (1729–1793)
- 1786–1791: Pietro Donà[16]
- 1791–1794: Antonio Capello I[16]
- 1794–1797: Pietro Pesaro[16]

1797: Chiusura dell'ambasciata